# Lacinipolia acutipennis
Lacinipolia acutipennis är en fjärilsart som beskrevs av Augustus Radcliffe Grote 1880. Lacinipolia acutipennis ingår i släktet Lacinipolia och familjen nattflyn. Inga underarter finns listade i Catalogue of Life.